# جرم افشار
جرم افشار نام محله‌ای در شهرستان شهرضا است، این محله در ناحیه ۲ شهرداری شهرضا و در شمال شرقی شهرضا نزدیک به بزرگراه شهرضا_اصفهان است.  
از محصولات آن میتوان به انار و برخی صیفی‌جات اشاره کرد، اما از آنجا که اطراف این محله با باغ های متنوع محاصره شده و در دهه اخیر معاملات و خرید و فروش های املاک و ویلا باغ افزایش چشمگیری داشته است، از میزان محصولات آن کاسته شده. 
عمده جمعیت این محله را فارسی زبانان محله با لهجه شهرضایی تشکیل میدهند.  امامزاده سید ملک شاه نیز در این منطقه واقع شده است. 